# Lenore Walker
Lenore Edna Walker, née le 3 octobre 1942 à New York, est une psychologue et professeure d'université en psychologie américaine. Elle effectue ses recherches sur les violences familiales et notamment les violences conjugales.

## Biographie
Elle commence ses études à l'université de la ville de New York, avec une licence en 1962, puis un master de psychologie clinique en 1967. En 1972, Elle obtient un doctorat en psychologie scolaire à l'université Rutgers. En 1973, elle rejoint l'Association américaine de psychologie. Elle est professeur d'université depuis 1998 à la Nova Southeastern University. Le sujet de ses recherches porte sur le cycle de la violence, les violences conjugales et sexuelles. Elle travaille notamment sur le syndrome de la femme battue. En 1987, elle est intronisée au Colorado Women's Hall of Fame.

## Publications
- The battered woman syndrome. Springer publishing company, 2009.
- Abused women and survivor therapy: A practical guide for the psychotherapist. American Psychological Association, 1994.
- "Battered women syndrome and self-defense." Notre Dame JL Ethics & Pub. Pol'y 6 (1992): 321.
- Current perspectives on men who batter women—implications for intervention and treatment to stop violence against women: Comment on Gottman et al.(1995): 264.
- Dutton-Douglas, Mary Ann Ed, et Lenore EA Walker. Feminist psychotherapies: Integration of therapeutic and feminist systems. Ablex Publishing, 1988.
- Inadequacies of the masochistic personality disorder diagnosis for women. Journal of Personality Disorders 1.2 (1987): 183-189.
- Psychological causes of family violence.Violence in the home: interdisciplinary perspectives edited by Mary Lystad (1986).
- Walker, Lenore EA, Kristi L. Brantley, et Justin A. Rigsbee. A critical analysis of parental alienation syndrome and its admissibility in the family court. Journal of Child Custody 1.2 (2004): 47-74.
- Walker, Lenore E. Auerbach, et Mary Ann Bolkovatz. Play therapy with children who have experienced sexual assault.(1988).